# Carlos Saldanha

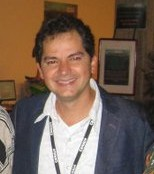
Carlos Saldanha 2011

Carlos Saldanha (* 20. Juli 1968 in Rio de Janeiro, Brasilien) ist ein brasilianischer Regisseur, der vor allem durch seine Arbeiten an Ice Age, Robots und Ice Age 2 – Jetzt taut’s bekannt ist.

## Leben
Saldanha wuchs in Brasilien auf. Er beschreibt seine Kindheit als wenig schön. Als Kind war er ein großer Fan der amerikanischen Comic-Figur Garfield. Er wanderte in die Vereinigten Staaten aus, da er das Land als „das Land der unbegrenzten Möglichkeiten“ ansah, und – wie viele – von einem „american dream“ träumte. Er schloss seine Ausbildung 1993 an der School of Visual Arts ab.
Für seine Arbeit am Animationsfilm Ferdinand – Geht STIERisch ab! erhielten er und Lori Forte bei der Oscarverleihung 2018 eine Nominierung für den Besten animierten Spielfilm ein.

## Filmografie
- 1994: Time for Love (Produzent)
- 1997: Der Zauberwunsch (Visuelle Effekte)
- 1999: Fight Club (Visuelle Effekte)
- 1999: Bunny (Animation)
- 2002: Ice Age (Co-Regisseur)
- 2002: Scrats neue Abenteuer (Animation – Mitarbeiter)
- 2005: Robots (Co-Regisseur)
- 2006: Ice Age 2 – Jetzt taut’s (Regisseur)
- 2006: Keine Zeit für Nüsse (geschäftsführender Produzent)
- 2008: Surviving Sid (geschäftsführender Produzent)
- 2009: Ice Age 3 – Die Dinosaurier sind los (Regisseur)
- 2011: Rio (Regisseur, Drehbuchautor, Sprechrolle)
- 2012: Ice Age 4 – Voll verschoben (geschäftsführender Produzent)
- 2014: Rio 2 – Dschungelfieber (Regisseur, Drehbuchautor, Sprechrolle)
- 2016: Ice Age 5 – Kollision voraus! (geschäftsführender Produzent)
- 2017: Ferdinand – Geht STIERisch ab! (Regisseur)